# Lindsay Felton
Lindsay Marie Felton (Seattle, 4 dicembre 1984) è un'attrice statunitense.

## Filmografia parziale

### Cinema
- Lo stile del dragone (3 Ninjas: High Noon at Mega Mountain), regia di Sean McNamara (1998)
- Grind, regia di Casey La Scala (2003)

### Televisione
- Thunder Alley - 27 episodi (1994-1995)
- Avventure ad High River (Caitlin's Way) - 52 episodi (2000-2002)
- Anna's Dream - film TV (2002)
- E.R. - Medici in prima linea (ER) - un episodio (2006)
- Orange Is the New Black - un episodio (2013)